# Нарциссическое лидерство
Нарциссическое лидерство — это стиль лидерства, при котором лидер интересуется только собой. Их приоритет — они сами — за счёт своих людей/членов группы. Этот лидер демонстрирует все основные характеристики нарцисса: высокомерие, доминирование и враждебность. Данный стиль руководства очень распространён. Нарциссизм чаще всего описывается как нездоровый и разрушительный. Его описывают как «движимое непоколебимым высокомерием, эгоцентризмом и личной эгоистичной потребностью во власти и восхищении».

## Нарциссизм в группах
Исследование, опубликованное в журнале «Бюллетень личности и социальной психологии», предполагает, что, когда в группе нет лидера, нарцисс, скорее всего, возьмёт на себя ответственность. Исследователи обнаружили, что люди с высоким уровнем нарциссизма склонны брать под контроль группы без лидеров. Зигмунд Фрейд считал, что «нарциссический тип… особенно подходящим для того, чтобы выступать в качестве поддержки для других, брать на себя роль лидеров и… производить на других впечатление как на „личностей“»:  одна причина может быть тем, что «нарциссизм другого человека имеет большую привлекательность для тех, кто отказался от части своего собственного... как если бы мы завидовали им за то, что они сохраняли блаженное состояние ума — неприступную либидозную позицию, от которой мы сами с тех пор отказались».
Согласно книге «Нарциссизм: за маской», существует четыре основных типа нарциссического лидера, причем нарциссы чаще всего относятся к типу 3, хотя они могут быть и к типу 1:
1. авторитарный, с целенаправленным принятием решений
2. демократичный с ориентированным на задачу принятием решений
3. авторитарный с эмоциональным принятием решений
4. демократичный с эмоциональным принятием решений

Майкл Маккоби заявил, что «психоаналитики обычно не подходят достаточно близко к [нарциссическим лидерам], особенно на рабочем месте, чтобы писать о них».

## Нарциссизм на рабочем месте
По мнению Алана Даунса, нарциссизм на рабочем месте возникает, когда нарцисс становится главным исполнительным директором (генеральным директором) или занимает другие руководящие должности в команде высшего руководства и собирает вокруг себя адекватное сочетание созависимых для поддержки нарциссического поведения. Нарциссы заявляют о лояльности компании, но на самом деле привержены только своим собственным программам, поэтому организационные решения основаны на собственных интересах нарцисса, а не на интересах организации в целом, различных заинтересованных сторон или общества, в котором работает организация. В результате «определённый тип харизматического лидера может какое-то время управлять финансово успешной компанией на совершенно нездоровых принципах».
Невилл Симингтон предположил, что «один из способов отличить достаточно хорошую организацию от патологической — это ее способность исключать нарциссических персонажей из ключевых постов».
Проблему лидерства и нарциссизма одним из первых поднял Манфред Кетс Де Вриес. В своих более поздних работах он отмечает, что его углубленные исследования показывают, что большинством руководителей движет нарциссизм. Подробно это раскрывается в книге "Лидер на кушетке" Отдельной темой в психологии рассматривается токсичность нарциссов во главе корпораций. Пять стадий нарцисса от взлета до краха (Валеев Тимур Рафидович).
Нарциссизм, как «черную» черту лидерства с некоторыми потенциально «яркими» сторонами описывали в своих работах американские эксперты по менеджменту. Исследование влияния нарциссизма глав компаний на развитие организаций проводили после банковского кризиса 2008 года в США. Они выявил довольно четкую закономерность. Нарциссы больше рискуют, но устойчивость организации во время кризиса — минимальна. Исследование проводилось среди девяноста двух руководителей и выявило снижение устойчивости организаций возглавляемых нарциссическими лидерами к системным шокирующим ситуациям и кризисам. В качестве одной из причин финансового краха, пресса и эксперты называли жадность и безрассудное поведение руководителей банков. Плюсом к нему шло негативное корпоративное управление в виде завышенных компенсаций менеджерам и отсутствие внешнего мониторинга. Все это смешалось в мощнейший токсичный коктейль и привело к системному шоку и глобальному кризису (Cullen F. Goenner, 2023).

## Влияние здоровых и деструктивных нарциссов на группы
Лубит сравнил здоровых нарциссических менеджеров и деструктивно-нарциссических менеджеров на предмет их долгосрочного воздействия на организации:
| Характеристика                     | Здоровый нарциссизм                                                                                        | Деструктивный нарциссизм |
| ---------------------------------- | --- | --- |
| Самоуверенность                    | Высокая уверенность в себе, которая соответствует реальности                                               | Выраженная грандиозность |
| Стремление к власти                | Может наслаждаться властью                                                                                 | Стремится к власти любой ценой, ему не хватает обычных сдерживающих факторов в её стремлении.                                                       |
| Отношения                          | Реальная забота о других и их идеях; не эксплуатирует и не обесценивает других                             | Обеспокоенность ограничивается выражением социально приемлемой реакции, когда это удобно; обесценивает и эксплуатирует других без угрызений совести |
| Умение идти последовательным путём | Имеет ценности; выполняет планы                                                                            | Не хватает ценностей, часто меняет курс |
| Фундамент                          | Здоровое детство с поддержкой самооценки и соответствующими ограничениями поведения по отношению к другим. | Травматическое детство, подрывающее истинное чувство собственного достоинства и/или понимание того, что ему/ей не нужно быть внимательным к другим. |